# Гючлю, Мустафа Халук
Мустафа Халук Гючлю (тур. Mustafa Haluk Güçlü; 12 августа 1951 — 16 августа 2011) — турецкий художник, известный своими картинами, изображающими турецкую культуру и мифологию. Гючлю также был портретистом.

## Биография

### Ранние годы (1951—1970)
Мустафа Халук Гючлю с детства проявлял интерес к искусству — первую картину маслом он создал, когда ему было всего 13 лет. Первой картиной художника, написанной маслом по фанере, была картина «Зима в Эрзуруме». В средней школе большую поддержку Гючлю оказывал его учитель, художник Фуат Исдебели.
В 1968 году Гючлю начал работать корреспондентом местной газеты. Он писал десятки портретов на заказ, создал много плакатов и картин для больших стендов на ярмарках и фестивалях, много занимался художественным оформлением интерьеров, а также витрин магазинов.
В этот период он познакомился с художником Мехметом Сабиром Беем, с которым работал более пяти лет. Написанные Гючлю картины привлекли большое внимание. Он занимался художественным оформлением таких мест, как Университетский зал им. Эрзурума Ататюрка, Зал Хаджибаба Кебаб и других, а также создал театральные декорации для постановок Ассоциации народного танца Эрзурум «Суртан Хуррем», «Мурат IV.» и «Кёроглу».

### Философское образование (1970—1984)
В 70-х годах, работая ответственным редактором газеты «Ист Экспресс», Гючлю создавал трафареты для ежедневных выпусков. Также в этот период он познакомился с Али Караавчи, у которого он получил философское образование. В данный период, кроме картин, изображающих местные сцены, таких как «Красный фонтан», «Леман», «Чайкара», «Уголок в Эмиргане», «Чайный сад у Черного моря», «Камень Мусаллы», «Хюля, Серсем Дереси и Якутье», он создал картины философского содержания, такие как «Гарибанам», «Страсть», «Засада», «Сумасшедший мастер», «Сарыгелин», «Кушбаз», «Девлерин Ашки», «Нене» и «Али Караавчи». В эти годы он провел свои первые выставки. Гючлю также создал декорации для канала Эрзурум Телевижн.
Гючлю начал государственную службу в Министерстве культуры и продолжал работу на турецком радио и телевидении. Он создал и провел выставки крупноформатных картин, таких как «Рождение турецкого флага», «Отъезд турок из Эргенекона», «Эпос о куршадской революции», «100 великих турок», однако в 80-е годы его картины были запрещены, сняты со стен и уничтожены.

### Жизнь Гючлю в Стамбуле (1984—1990)
Во время прохождения обязательной воинской службы в качестве лейтенанта Гючлю написал картинку, изображающую поле битвы Сарыкамыш. После 1980 года он переехал в Стамбул, где создал много иллюстраций, картин, логотипов, графических дизайнов и обложек книг. Он основал издательство и опубликовал философские книги своего наставника Али Караавчи («Страшный суд», «Страсть», «Призыв»). Он построил изящный ресторан в турецком стиле (Young Buffet) недалеко от пристани Ускюдар и восстановил туристический отель Ilıca, принадлежащий муниципалитету, а также памятник архитектуры — особняк Юсуфа Зийя Паши.

### Турецкий мир (1990—1995)
Гючлю три года готовил анимационный проект «Тигин-Флэш Хан», направленный на объединение детей в рамках общих ценностей турецкого мира. Тем не менее, он остался один на один со своими художественными взглядами и в обстановке, когда все начало делаться исключительно ради денег, и был побежден. Его работа не была закончена и не показывалась в эфире, и он снова вернулся к живописи. Он писал картины, в которых пытался выразить себя и свои мысли. В этот период он пишет «Отчаяние турецкого мыслителя» (68x98 см), «Ягнята» (100x71 см), Шизофрения (100x64 см), «Бурное Черное море» (100x71 см), «Памукбаба» (70x50 см), «Хева-и Нефс» (100x140 см), «Огненный танец» (100x70 см), «Синтез» (100x140 см), «Три девочки — одна мать» (114x94 см).

### Внутренний реализм (1995)
Гючлю одну за другой провел несколько выставок в Анталии, Анкаре и Эрзуруме. 4 августа 1995 года он опубликовал декларацию художественного движения «Внутренний реализм» в Художественной галерее Омера Сунара в Анкаре. С помощью этого манифеста он кратко представил общественности свои взгляды на искусство. Он выставил более 500 работ в рамках своей философии «Искусство — для творчества, потому что от Бога».

### Руки, тянущиеся к искусству (1996—1999)
4 декабря 1995 года его учитель Али Караавчи умер. Гючлю почтил его память выставкой в Эрзуруме в марте 1996 года. В июне 1996 года он опубликовал каталог, содержащий до ста картин, в которых отражена его художественная философия. В том же году он начал работать преподавателем на факультете изящных искусств Университета Ататюрка.
Гючлю запустил работу мастерской живописи в Центре культуры в Эрзуруме. Там он проводил бесплатные курсы и открыл серию смешанных и персональных выставок под названием «Руки, тянущиеся к искусству». В 1998 году он провел выставку «Ататюрк с портретами» в Галерее живописи и скульптуры Эрзурума, где было представлено 17 картин.
В то же время он работал консультантом по вопросам культуры и искусства в муниципалитете города Эрзурум в течение двух сроков (1996—2000 и 2001—2004 годы). В этот период он написал картины «Красный фонтан», «Азизие», «Ненехатун», «Ибрагим Хакки». Картина маслом на юбилейной марке 300-летия Эрзурумлу Ибрагима Хакки — также его работа. Его картина «Азизие» (140х200 см) до сих пор висит в вестибюле муниципалитета Эрзурума.

### Турецкая мифология (2000—2004)
Он сосредоточился на работе над турецкой мифологией. В этот период были написаны «Альпер Тунга в Отукене» (100x100 cм), «Утро в Эргенеконе» (120x90 см), «Подготовка к миграции» (120x50 см), «Красное яблоко» (70x100 см).
Его 19-я персональная выставка, посвященная серии исследований о суевериях, прошла в Анкаре в 2003 году. «Удаган Кам», «Церемония клятвы», «Любовный гороскоп», «Назар Нене», «Очищение огнем», «Гадание на кофе», «Улица мира», «Иже-Киль», «Портрет», «В свете тьмы» — работы этого периода.

### Последние годы (2004—2011)
У Гючлю был обнаружен рак, и в 2004 году ему провели операцию по удалению желудка. Он продолжал работать над своими картинами, несмотря на серьезную болезнь и сильные боли. В октябре 2006 года в Измире он провел выставку живописи в Измирском музее живописи и скульптуры в память о своем учителе живописи Мехмете Сабире.
Он выставил 45 новых работ на своей 21-й персональной выставке «Пейзажи Гекчеада» 17—22 августа 2008 года в рамках Кинофестиваля в Гекчеаде. Перед смертью Гючлю в своей мастерской работал над окончанием 54 миниатюр об Эрзурумлу Эмре. Он умер в Анкаре 16 августа 2011 года.